# Acalolepta sikkimensis
Acalolepta sikkimensis är en skalbaggsart. Acalolepta sikkimensis ingår i släktet Acalolepta och familjen långhorningar.

## Underarter
Arten delas in i följande underarter:
- A. s. sikkimensis
- A. s. nigrina
- A. s. rufoantennata